# 安杰洛斯·查理斯特亚斯
安杰洛斯·卡里斯特亚斯（希臘語：Άγγελος Χαριστέας，'ˈaɲɟeˌlos xariˈsteˌas，1980年2月9日—），希臘足球運動員，擔任前鋒，為希臘國家足球隊成員。他最讓人熟悉的是2004年歐洲國家盃決賽中攻入一球，擊敗主辦國葡萄牙，助希臘首次奪得歐洲國家盃。
2009年冬季轉會窗期間被紐倫堡外借到另一間德甲球會利華古遜半個球季。

## 榮譽

### 球會
雲達不來梅;
- 德甲冠軍：2003/04年；
- 德國盃冠軍：2004年；

阿積士
- 告魯夫盾冠軍：2006年；
- 荷蘭盃冠軍：2006年；

利華古遜
- 德國盃亞軍：2009年；

### 國家隊
希臘國家隊
- 2004年歐洲國家盃冠軍：2004年；

## 外部連結
- 安杰洛斯·查理斯特亚斯在National-Football-Teams.com的資料
- Angelos Charisteas （页面存档备份，存于） at Transfermarkt.de （德文）
- Player profile on Feyenoord official website
- Player profile on ESPN Archive.today的存檔，存档日期2013-01-03